# Lista de lagos da Rússia

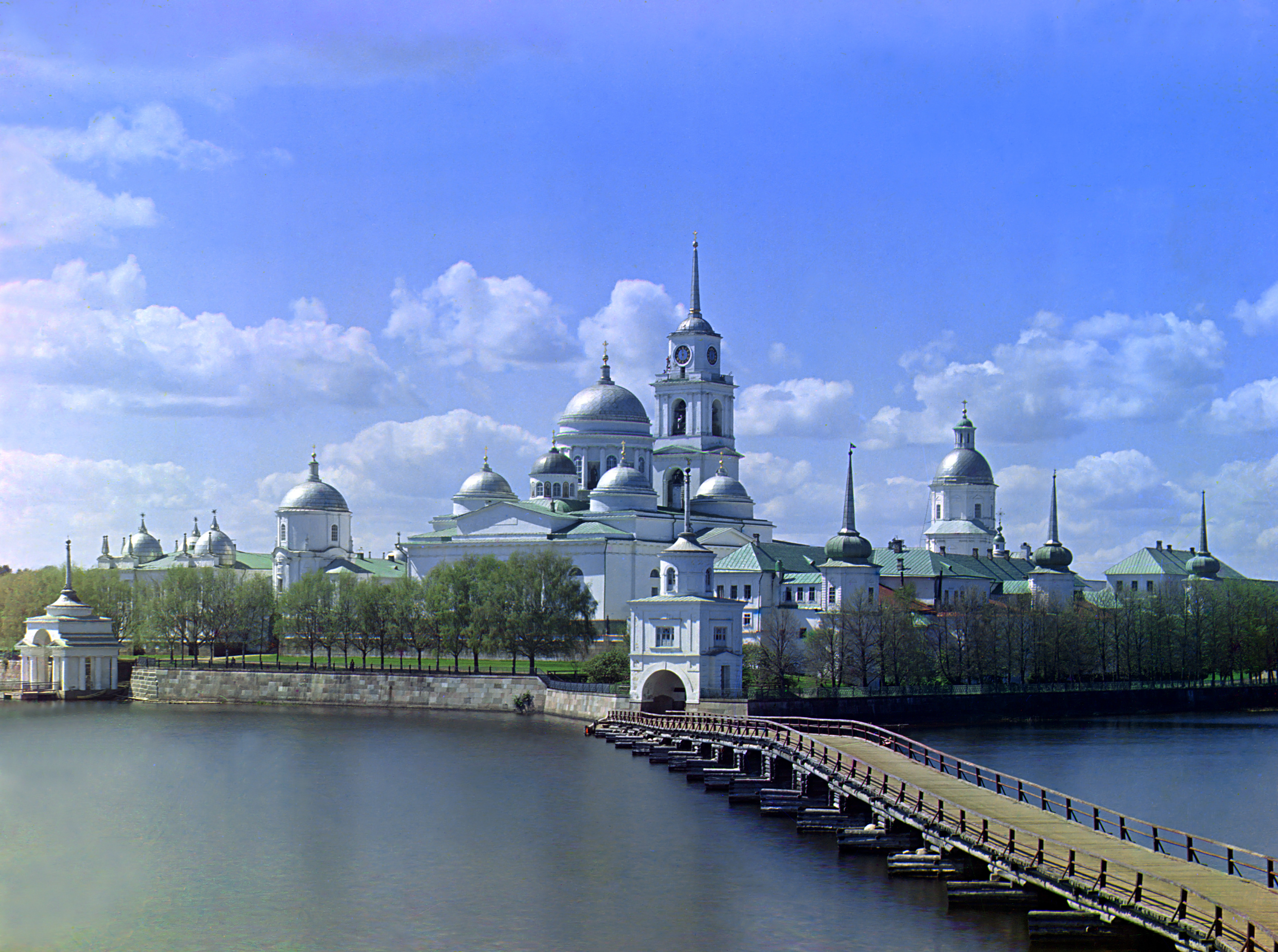
O Lago Seliger perto de Ostashkov em 1910.

Lista de lagos na Rússia por ordem alfabética:
- Lago Abichan
- Lago Baikal (Байкал)
- Lago Beloye (Белое)
- Brosno (Бросно)
- Mar Cáspio (Каспийское море)
- Lago Chany (Чаны)
- Lago Ilmen (Ильмень)
- Lago Imandra (Имандра)
- Lago Jessej (Ессей)
- Lago Khanka (Ханка)
- Lago Khantayskoye (Хантайское озеро)
- Lago Ladoga (Ладожское озеро)
- Lago Lovozero (Ловозеро)
- Lago Nero (Неро)
- Lago Onega (Онежское озеро)
- Lago Peipus (Чудско-Псковское озеро)
- Lago Plescheievo (Плещеево)
- Lago Segozero (Сегозеро)
- Lago Seliger (Селигер)
- Lago Taimyr (Таймыр)
- Lago Teletskoye (Телецкое озеро)
- Lago Topozero (Топозеро)
- Lago Uvs Nuur (Убсу-Нур)
- Lago Valdai (Валдайское)
- Lago Vistytis (Виштынецкое озеро)